# Uors von Planta
Uors von Planta (* 31. März 1916 in Zürich; † 20. Januar 1979 ebenda) war ein Schweizer Produktionsleiter und Aufnahmeleiter.

## Leben und Wirken
Planta studierte nach der Matura Chemie und arbeitete anschliessend als Betriebsleiter einer Maschinenfabrik. Seinen Militärdienst während des Zweiten Weltkriegs absolvierte er bei der helvetischen Fliegertruppe. 1944 wieder im Zivilleben, fand er eine Anstellung bei der grössten Filmproduktionsfirma des Landes, der Praesens-Film, in seiner Heimatstadt Zürich. Gleich die erste von ihm als Aufnahmeleiter betreute Kinoinszenierung sollte seine berühmteste Arbeit werden: Leopold Lindtbergs Die letzte Chance schilderte die Flucht mehrerer Menschen aus den unterschiedlichsten Ländern, die vor den Kriegsgeschehnissen und der auf sie schiessenden Wehrmacht von Norditalien 1944 über die Schweizer Grenze in Sicherheit zu fliehen versuchen. Noch bis 1950 blieb von Planta als Aufnahmeleiter aktiv, zumeist unter der Produktionsleitung Oscar Dübys.
Uors von Planta blieb der wichtigste Aufnahmeleiter der Praesens, bis er 1952 an der Seite von Max Dora erstmals auch als Produktionsleiter arbeiten durfte. Nachdem zu Beginn der 1960er Jahre der herkömmliche Schweizer Film in eine schwere finanzielle wie künstlerische Krise gelangt war, verliess von Planta die Praesens und wirkte von 1963 bis 1978 als Produktionsleiter von rund 100 medizinischen Filmen von Norman P. Schenker in Genf. 1977 drehte von Planta gemeinsam mit seinem alten Praesens-Regisseur Lindtberg für das Fernsehen den Dokumentarfilm Herausforderung des Lebens.

## Filmografie (komplett)
Bis 1950 als Aufnahmeleiter, danach als Produktionsleiter, wenn nicht anders angegeben
- 1945: Die letzte Chance (auch Auftritt)
- 1945: Schulentlassen (Werbefilm)
- 1947: § 51 – Seelenarzt Dr. Laduner (Matto regiert)
- 1947: Die Gezeichneten
- 1948: Nach dem Sturm
- 1949: Swiss Tour (Aufnahmeleitung)
- 1950: Die Vier im Jeep
- 1952: Palast Hotel (Palace Hotel)
- 1952: Heidi
- 1953: Sie fanden eine Heimat (Unser Dorf)
- 1953: Familie M junior (Werbespielfilm)
- 1954. Der Prozess der Zwanzigtausend
- 1954: Heidi und Peter
- 1955: … Und ewig ruft die Heimat (Uli der Pächter)
- 1956: Das Lied der Heimat (Zwischen uns die Berge)
- 1957: Die Angst vor der Gewalt (Der 10. Mai)
- 1957: Taxichauffeur Bänz
- 1958: Vorposten der Zivilisation (Kurzdokumentarfilm)
- 1958: Es geschah am hellichten Tag
- 1959: Auskunft im Cockpit (Werbekurzfilm, nur Aufnahmeleitung)
- 1959: Ein Mann geht durch die Wand
- 1960: Anne Bäbi Jowäger – I. Teil: Wie Jakobli zu einer Frau kommt
- 1960: Anne Bäbi Jowäger – II. Teil: Jakobli und Meyeli
- 1960: An heiligen Wassern
- 1961: Die Schatten werden länger
- 1962: Finden Sie, daß Constanze sich richtig verhält?
- 1977: Herausforderung des Lebens (Dokumentarfilm, Co-Regie)